# Aeropuerto de Shamattawa
El Aeropuerto De Shamattawa (del inglés: Shamattawa Airport) (IATA: ZTM, OACI: CZTM) está ubicado adyacente a Shamattawa, Manitoba, Canadá.

## Aerolíneas y destinos
- Perimeter Airlines
  - Winnipeg / Aeropuerto Internacional James Armstrong Richardson